# Театр (альбом)
«Театр» — студийный альбом Ольги Арефьевой и группы «Ковчег», изданный в 2013 году. Для создания обложки использовалась иллюстрация Изидора Гранвиля «Жонглёр вселенной» (1848).

## Список композиций
Все песни, кроме отмеченной, написаны Ольгой Арефьевой.
| №   | Название                      | Длительность |
| --- | ----------------------------- | ------------ |
| 1.  | «Театр»                       | 4:48         |
| 2.  | «Борода»                      | 3:10         |
| 3.  | «Комедия дель арте»           | 3:28         |
| 4.  | «Химеры»                      | 3:13         |
| 5.  | «Многоликая»                  | 4:17         |
| 6.  | «Карибы»                      | 2:58         |
| 7.  | «Мыши» (музыка - Пётр Акимов) | 1:09         |
| 8.  | «Кренделя»                    | 2:48         |
| 9.  | «Баттерфляй»                  | 4:10         |
| 10. | «Пою с котами»                | 2:53         |
| 11. | «Жонглёр»                     | 4:25         |
| 12. | «Стихи ни о чём»              | 3:24         |
| 13. | «Мёртвый»                     | 3:24         |
| 14. | «Почерк»                      | 3:43         |
| 15. | «Смотри на этот свет»         | 5:15         |
| 16. | «Новогодняя»                  | 2:38         |
| 17. | «Анжела»                      | 3:05         |
| 18. | «Эпилог борода»               | 1:12         |

## Участники записи
- Ольга Арефьева — вокал
- Сергей Индюков — электрическая гитара, акустическая гитара, скрипка
- Сергей Суворов — бас-гитара
- Пётр Акимов — клавишные, виолончель, аккордеон (2, 18), эрху (9)
- Андрей Чарупа — барабаны (кроме 2, 7, 11, 15, 18)
- Антон Лукьянчук — барабаны (15)
- Тимур Ибатуллин — перкуссия, контрабас, ксилофон (2, 11, 18)
- Михаил Смирнов — перкуссия (3-5, 7, 8, 12, 13)